# Канарські острови
Кана́рські острови́ (лат. Canis — «собака» та ісп. Las Islas Canarias — «собачі острови») — група островів вулканічного походження в Атлантичному океані, розташованих поблизу північно-західного узбережжя Африки, за 100 км від кордону між Марокко і Західною Сахарою. Покровителька — Діва Марія Канделярійська.

## Адміністративний устрій
Адміністративно це одна із 17 іспанських автономних спільнот. Функції столиці розділені між містами Санта-Крус-де-Тенерифе і Лас-Пальмас-де-Гран-Канарія, які є центрами провінцій Санта-Крус-де-Тенерифе і Лас-Пальмас.
Острови отримали свою назву від великих собак, які водилися на островах. Про це писав давньоримський учений Пліній Старший. Також про це свідчать 2 собаки, зображені на гербі та прапорі. Прапор Канарів — розміщені вертикально блакитно-жовті смуги. Жовтий, точніше канарковий, колір на прапорі символізує вільність птаха, родом із Канарських островів, відомого під назвою канарка.
Провінція Санта-Крус-де-Тенерифе складається з островів Тенерифе, Ла-Пальма, Гомера і Ієрро, провінція Лас-Пальмас — із Гран-Канарія, Лансароте і Фуертевентура.
Визначні місця островів — піраміди в Гуїмар та найвища вершина Іспанії — Тейде (3718 м), на острові Тенерифе. На острові Ла-Пальма є Обсерваторії Північної півкулі (1981). Умови для спостережень тут винятково сприятливі — не потрібне штучне світло, бо не буває туманів.
Політично на Канарських островах розташовується Автономне співтовариство Канарські острови Королівства Іспанія.

## Географія
Архіпелаг складається із семи великих населених островів і 6 маленьких.
У центрі лежить найбільший і найнаселеніший острів — Тенерифе (Tenerife) із площею 2034 кв. км.
На заході лежать острови Гомера (La Gomera, 378 км2), Ієрро (ісп. El Hierro, 277 км2) і Ла-Пальма (ісп. La Palma, 708 км2). Острів Гран-Канарія (Gran Canaria) лежить на схід від Тенерифе. Це третій за величиною острів архіпелагу (1560 км2). Далі на схід йдуть Фуертевентура (ісп. Fuerteventura,1660 км2) і Лансароте (ісп. Lanzarote, 795 км2).
Із шести маленьких острівців тільки на Грасіоса (ісп. La Graciosa, 27 км2) живуть люди. На сході лежать острови Алегранса (10 км2), Монтанья-Клара (1 км2), Лобос (6 км2), Роке-дель-Оесте (ісп. Roque del Oeste) і Роке-дель-Есте (ісп. Roque del Este).
Географічно Канари входять у групу вулканічних островів Макаронезія разом з Азорськими островами, островами Зеленого Мису, Мадейрою і Селваженш.

Карта Канарських островів

## Клімат
Клімат Канарів тропічний пасатний, помірно спекотний і сухий. Північна частина архіпелагу вологіша, південна — сухіша. На клімат островів впливають:
- Близьке розташування до Африки (пустелі Сахара), з якої на Канари дме вітер харматан, приносячи спеку й пісок. Більш посушливими є східні острови.
- Постійні вітри-пасати, що дмуть із північного сходу. Вони несуть вологу й пом'якшують вплив Африки.
- Холодна Канарська течія і Азорський антициклон зменшують кількість опадів і послаблюють спеку на узбережжі.

| Клімат Лас-Пальмас-де-Гран-Канарія, столиця острова Гран Канарія | Клімат Лас-Пальмас-де-Гран-Канарія, столиця острова Гран Канарія | Клімат Лас-Пальмас-де-Гран-Канарія, столиця острова Гран Канарія | Клімат Лас-Пальмас-де-Гран-Канарія, столиця острова Гран Канарія | Клімат Лас-Пальмас-де-Гран-Канарія, столиця острова Гран Канарія | Клімат Лас-Пальмас-де-Гран-Канарія, столиця острова Гран Канарія | Клімат Лас-Пальмас-де-Гран-Канарія, столиця острова Гран Канарія | Клімат Лас-Пальмас-де-Гран-Канарія, столиця острова Гран Канарія | Клімат Лас-Пальмас-де-Гран-Канарія, столиця острова Гран Канарія | Клімат Лас-Пальмас-де-Гран-Канарія, столиця острова Гран Канарія | Клімат Лас-Пальмас-де-Гран-Канарія, столиця острова Гран Канарія | Клімат Лас-Пальмас-де-Гран-Канарія, столиця острова Гран Канарія | Клімат Лас-Пальмас-де-Гран-Канарія, столиця острова Гран Канарія | Клімат Лас-Пальмас-де-Гран-Канарія, столиця острова Гран Канарія |
| Показник                                                         | Січ.                                                             | Лют.                                                             | Бер.                                                             | Квіт.                                                            | Трав.                                                            | Черв.                                                            | Лип.                                                             | Серп.                                                            | Вер.                                                             | Жовт.                                                            | Лист.                                                            | Груд.                                                            |                                                                  |
| Середній максимум, °C                                            | 20,6                                                             | 21,0                                                             | 21,8                                                             | 22,1                                                             | 23,1                                                             | 24,7                                                             | 26,5                                                             | 27,1                                                             | 27,1                                                             | 25,8                                                             | 23,8                                                             | 21,8                                                             |                                                                  |
| Середня температура, °C                                          | 17,6                                                             | 17,9                                                             | 18,6                                                             | 18,9                                                             | 20,0                                                             | 21,7                                                             | 23,4                                                             | 24,1                                                             | 24,1                                                             | 22,7                                                             | 20,8                                                             | 18,7                                                             |                                                                  |
| Середній мінімум, °C                                             | 14,7                                                             | 14,9                                                             | 15,4                                                             | 15,7                                                             | 17,0                                                             | 18,7                                                             | 20,4                                                             | 21,2                                                             | 21,2                                                             | 19,7                                                             | 17,9                                                             | 15,7                                                             |                                                                  |
| Норма опадів, мм                                                 | 18                                                               | 24                                                               | 14                                                               | 7                                                                | 2                                                                | 0                                                                | 0                                                                | 0                                                                | 10                                                               | 13                                                               | 18                                                               | 27                                                               |                                                                  |
| ---------------------------------------------------------------- | ---------------------------------------------------------------- | ---------------------------------------------------------------- | ---------------------------------------------------------------- | ---------------------------------------------------------------- | ---------------------------------------------------------------- | ---------------------------------------------------------------- | ---------------------------------------------------------------- | ---------------------------------------------------------------- | ---------------------------------------------------------------- | ---------------------------------------------------------------- | ---------------------------------------------------------------- | ---------------------------------------------------------------- | ---------------------------------------------------------------- |

| Клімат Санта-Крус-де-Тенерифе, центр острова Тенерифе | Клімат Санта-Крус-де-Тенерифе, центр острова Тенерифе | Клімат Санта-Крус-де-Тенерифе, центр острова Тенерифе | Клімат Санта-Крус-де-Тенерифе, центр острова Тенерифе | Клімат Санта-Крус-де-Тенерифе, центр острова Тенерифе | Клімат Санта-Крус-де-Тенерифе, центр острова Тенерифе | Клімат Санта-Крус-де-Тенерифе, центр острова Тенерифе | Клімат Санта-Крус-де-Тенерифе, центр острова Тенерифе | Клімат Санта-Крус-де-Тенерифе, центр острова Тенерифе | Клімат Санта-Крус-де-Тенерифе, центр острова Тенерифе | Клімат Санта-Крус-де-Тенерифе, центр острова Тенерифе | Клімат Санта-Крус-де-Тенерифе, центр острова Тенерифе | Клімат Санта-Крус-де-Тенерифе, центр острова Тенерифе | Клімат Санта-Крус-де-Тенерифе, центр острова Тенерифе |
| Показник                                              | Січ.                                                  | Лют.                                                  | Бер.                                                  | Квіт.                                                 | Трав.                                                 | Черв.                                                 | Лип.                                                  | Серп.                                                 | Вер.                                                  | Жовт.                                                 | Лист.                                                 | Груд.                                                 |                                                       |
| Середній максимум, °C                                 | 20,6                                                  | 20,9                                                  | 21,7                                                  | 22,3                                                  | 23,7                                                  | 25,7                                                  | 28,3                                                  | 28,8                                                  | 27,9                                                  | 26,0                                                  | 23,9                                                  | 21,8                                                  |                                                       |
| Середня температура, °C                               | 17,9                                                  | 18,0                                                  | 18,7                                                  | 19,2                                                  | 20,6                                                  | 22,4                                                  | 24,6                                                  | 25,1                                                  | 24,6                                                  | 23,0                                                  | 21,0                                                  | 19,0                                                  |                                                       |
| Середній мінімум, °C                                  | 15,1                                                  | 15,1                                                  | 15,6                                                  | 16,2                                                  | 17,5                                                  | 19,0                                                  | 20,8                                                  | 21,4                                                  | 21,3                                                  | 20,0                                                  | 18,1                                                  | 16,2                                                  |                                                       |
| Норма опадів, мм                                      | 34                                                    | 36                                                    | 29                                                    | 14                                                    | 4                                                     | 1                                                     | 0                                                     | 1                                                     | 6                                                     | 18                                                    | 27                                                    | 44                                                    |                                                       |
| ----------------------------------------------------- | ----------------------------------------------------- | ----------------------------------------------------- | ----------------------------------------------------- | ----------------------------------------------------- | ----------------------------------------------------- | ----------------------------------------------------- | ----------------------------------------------------- | ----------------------------------------------------- | ----------------------------------------------------- | ----------------------------------------------------- | ----------------------------------------------------- | ----------------------------------------------------- | ----------------------------------------------------- |

## Населення
Населення островів у 2012 році становило 2 218 000 осіб.
Населення за островами:
- Тенерифе — 906 854
- Гран-Канарія — 845 676
- Лансароте — 141 437, у тому числі о. Грасіоса — 681 житель
- Фуертевентура — 103 492
- Ла-Пальма — 87 324
- Гомера — 22 776
- Ієрро — 10 960

## Історія

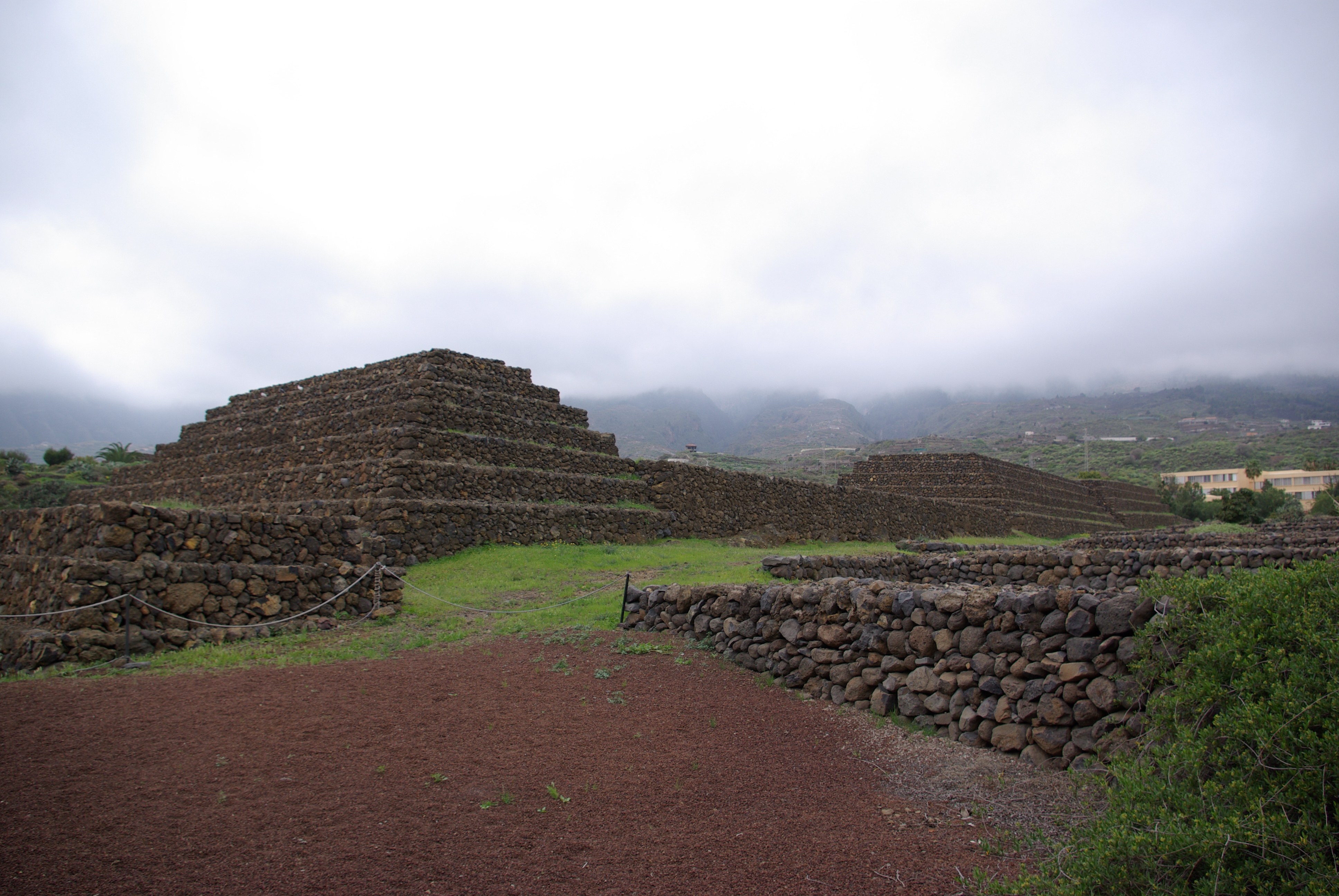
Піраміди в Гуїмар (острів Тенерифе)

### Античність
До приходу європейців острови заселяли племена гуанчів. Їхній розвиток перебував на рівні кам'яної доби, вони займались тваринництвом та примітивним землеробством. Як одяг використовувалися шкури звірів. Уміли муміфікувати своїх вождів. Залишили після себе піраміди в Гуїмар — дивовижну пам'ятку мегалітичної архітектури.
В епоху Античності Канарські острови відвідували фінікійці, греки й карфагенці, про що згадує Пліній Старший.

### Завоювання островів європейцями в середньовіччі
У XII столітті Канарських островів досягли арабські моряки. У 1312 році генуезець Ланцеротто Малочелло прибув на острів, що був пізніше названий на його честь Лансароте, і прожив на ньому близько 20 років. Уперше острів Канарського архіпелагу з'явився на морській карті-портолані 1339 року, роботи майорканського картографа Ангеліно Дульсерта. На цій карті біля африканського узбережжя позначено «ulansula de Lançarote Mallucellus» (острів Лансароте Малучелуса), згодом скорочений до «Лансароте». Острів на портолані Дульсерта прикрашено генуезьким прапором — білим із червоним хрестом Святого Георгія, що згідно з картографічними традиціями того часу свідчило або про приналежність острова або про національність його відкривачів.
Французькі мореплавці побували на Канарах у 1334 році. У 1344 році Папа Климент VI дарує острови Кастилії. У 1402 році французи Жан де Бетанкур і Гадіфер де Ла Салль від імені Кастильської Корони починають захоплення островів. Племена з Гран Канарії вітали європейців (король Гуарнардафра (Guarnardafra) виступив за укладання союзу), тоді ж як племена, що населяли Тенерифе, намагались чинити спротив, воюючи стрілами з кам'яними наконечниками і пращами. У 1404 році Кастильський король Енріке III оголошує Жана де Бетанкура королем Канарів. Португалія, яка також довго претендувала на Канарські острови, остаточно визнала їх іспанським володінням за Алкасоваським договором у 1479 році. Останні битви на острові Тенерифе відбулись уже наприкінці XV століття. У травні 1494 року гуанчі захистили свій острів, але в грудні 1495 іспанці повністю заволоділи архіпелагом. Протягом декількох тижнів у північній частині острова, ймовірно від чуми, померли 4000 людей. Ті, які залишились живими, вирішили, що боги відвернулись від них, і здавались цілими групами. 24 липня 1496 року здався принц Імененчія, і згодом він був убитий. 29 вересня переможець Алонсо де Луго оголосив про повне підпорядкування Канарських островів.

### Сучасна історія

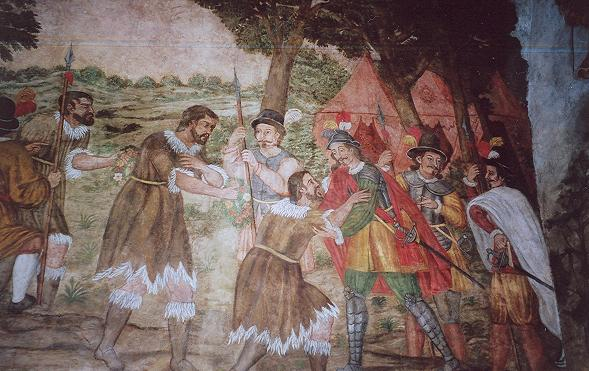
Іспанське завоювання гуанчів (1496, острів Тенерифе)

Під час своєї першої подорожі в пошуках шляху до Індії на острові Гомера робить зупинку Христофор Колумб. Після відкриття Америки Канарські острови стають найважливішим пунктом на шляху з Європи в Новий світ. Завдяки такому географічному положенню острови стають ціллю й інших держав, і просто піратів. У 1586—1596 роках марокканські війська захоплювали острів Лансароте. У 1595 році Френсіс Дрейк атакував Лас-Пальмас. У 1599 році голландський флот зруйнував Лас-Пальмас. У 1657 році британський флот під командуванням адмірала Роберта Блейка розгромив іспанський флот у битві поблизу Тенерифе. У 1797 уже адмірал Нельсон зробив спробу захопити Санта-Крус-де-Тенерифе. Але він зазнав поразки і в бою втратив руку. Гармата «El Tigre», котра, як стверджують, відстрілила його праву руку, виставлена в місцевому музеї. Наступного дня після битви Нельсон написав противнику джентльменського листа з подякою за «гостинний» прийом. Листа явно написано лівою рукою. Надіславши листа, бочечку англійського пива і сир, Нельсон подякував іспанцям за гуманне ставлення до полонених. Канарські острови залишились під орудою Іспанії.
У 1821 острови стають провінцією Іспанії зі столицею у Санта-Крус-де-Тенерифе. Це викликає незадоволення з боку мешканців Лас-Пальмас-де-Гран-Канарія, і згодом у 1840-ві роки острови поділяють на дві провінції: Санта-Крус-де-Тенерифе і Лас-Пальмас.
У 1982 році Канарські острови стають автономною областю Іспанії і в 1986 році вступають до Європейського Союзу на особливих умовах. Незважаючи на віддаленість архіпелагу, жителі Канарських островів є повноцінними підданими іспанської корони.

## Релігія
- Канарські острови входять до Канарської діоцезії і Сан-Кристобаль-де-ла-Лагунська діоцезії Католицької церкви.